# 宋千永
宋 千永（ソン・チョニョン、朝鮮語: 송천영、1939年12月16日 - 2019年7月2日）は、大韓民国の政治家。第12・14代韓国国会議員。本貫は恩津宋氏。

## 経歴
大田出身。大田高等学校、国民大学（現・国民大学校）法学科卒、忠南大学校経営大学院修了。新民党常務委員、民主化推進協議会中央常任運営委員を経て、1985年に第12代国会議員に当選し、国会内務委員会委員を務めた。国会議員在任中に新韓民主党を離れ、統一民主党結党発起人・忠南第1地区党委員長・人権擁護副委員長を務めた。
2019年7月2日に死去。享年80。

## エピソード
国民大学在学時代はかなり貧しく、アルバイトで工事をするほか、売血で凌いだこともある。1960年4月19日、工事現場から学校に戻った時、景武台を目指す四月革命の学生デモ隊に遭遇した。学校に入れず下宿先に帰ろうとした時、警察による発砲で学生が撃たれたことを目撃したため、負傷者を介抱し病院まで運んだ。その後は4・19革命に参加し、忠清道での広報を担当した。
1960年の第5代総選挙では大徳郡選挙区から出馬した親戚の宋錫斗候補の宣伝部長を務めたが、選挙戦中に口論となった対立候補の朴炳培に頬を殴られた。その後、宋は候補者暴行で告発されたが、民主化運動を見下ろした朴派の検察官と直接対決した末、検察官の急所を攻撃して釈放証をもらい、難を逃れた。しかし、同選挙で朴が僅差で当選したため、選挙後はまた暴行などの容疑で指名手配された。数カ月後、訓練兵としていた論山訓練所に入った宋は国防部政務次官を務めた朴の指示により憲兵に連行され、軍事裁判で1年2ヶ月の刑を受け、大邱陸軍刑務所で服役した。出所後は野党の民政党に参加し、日韓協定反対などのデモを主導したことにより拷問と投獄を繰り返し経験した。
1997年の春、金守漢国会議長と共に同年の大統領選挙における忠清道出身の李会昌と李仁済の候補一本化を念頭に、李仁済を説得しようとしたが、失敗した。
2006年にはハンナラ党の候補として大田広域市長選に出馬しようとしたが、党内の調整により姜昌熙と共に不出馬を宣言し、朴城孝への支持を表明した。
2008年2月、2006年12月に当時ハンナラ党最高委員の姜昌熙に3000万ウォンが入った封筒を渡した容疑により、政治資金法違反の罪で、罰金300万ウォン、追徴金3000万ウォンを宣告された。本人は判決の後、後輩政治家にお小遣いを渡しただけだと主張し、判決に不満を表した。
2012年10月、金泳三の「上道洞系」の元議員としてセヌリ党に入党し、同年の大統領選挙の朴槿恵候補への支持を表明した。